# Rollstuhltennis

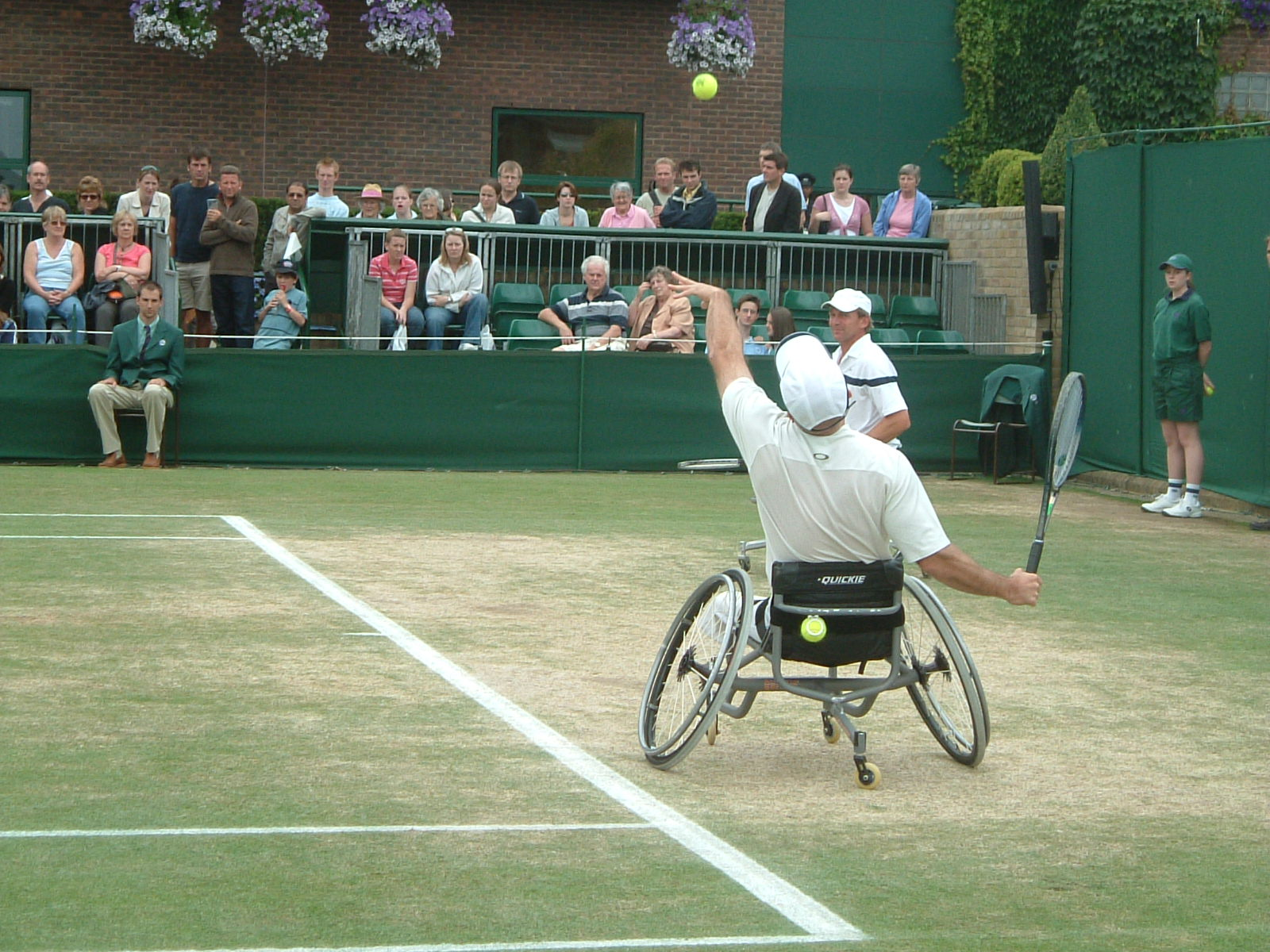
Rollstuhltennisspieler beim Aufschlag, Wimbledon Championships 2005

Rollstuhltennis bezeichnet Tennis für Rollstuhlfahrer. Es wird im Wesentlichen nach den bekannten Regeln ausgetragen, mit der Ausnahme, dass die Spieler den Ball vor dem Schlag zweimal aufspringen lassen dürfen.
Die Sportart ist seit 1992 reguläre Disziplin der Paralympischen Spiele. Auch bei den vier Grand-Slam-Turnieren existieren inzwischen eigene Wettbewerbe für Damen und Herren im Einzel und Doppel. 

## Quad
Für Sportler mit einer Einschränkung von drei oder mehr Extremitäten gibt es eine gesonderte Startklasse, die ‚Quads‘, die als Einzel- und Doppelwettbewerb durchgeführt werden können. Für die Teilnahmeberechtigung in den Quads hat die ITF umfangreiche Kriterien erlassen. Die verwendeten Sportrollstühle können bei „Quad“-Spielern auch über einen elektrischen Antrieb verfügen.

## Geschichte
Das Rollstuhltennis geht auf den Amerikaner Brad Parks zurück. Nach einem Skiunfall querschnittgelähmt, machte er 1976 während der Rehabilitation erste Versuche mit Tennis im Rollstuhl. Er lernte den Rollstuhlsportler Jeff Minnenbraker kennen, mit dem er zusammen den neuen Sport entwickelte und bekannt machte.
Im Mai 1977 wurde im Stadtpark von Los Angeles das erste Turnier mit 20 Teilnehmern ausgetragen. 
1980 wurde der erste Rollstuhltennis-Verband, die National Foundation of Wheelchair Tennis (NFWT), gegründet, in dessen Vorstand neben Parks David Saltz, Jim Worth und Dave Kiley gewählt wurden. Es entstand eine Serie von 10 Turnieren, darunter die ersten amerikanischen Meisterschaften, die in Irvine, Kalifornien, ausgetragen wurden. Der erste Sieger war Brad Parks. Ende des Jahres wurden etwa 300 Rollstuhltennisspieler in den USA gezählt.
1981 erfolgte die Gründung der Spielergewerkschaft Wheelchair Tennis Players Association. Mit dem Franzosen Jean-Pierre Limborg trat zum ersten Mal ein Nichtamerikaner bei den US-Meisterschaften an. Limborg gründete nach seiner Rückkehr mit seinem Trainer in Garches den ersten europäischen Rollstuhltennisverein. In der Folgezeit verbreitete sich der Sport in Europa, so dass 1983 mit den „Open d'Antony“ in Paris das erste internationale Turnier in Europa veranstaltet werden kann.
In den USA gelang es 1984, mit dem Rollstuhlhersteller Everest & Jennings einen ersten Sponsor für die Tour zu gewinnen. Im Jahr darauf wuchs die Anzahl der Turniere auf amerikanischem Boden auf 40 an, an denen etwa 1.500 Spieler teilnahmen. Mit dem World Team Cup wurde ein Länderwettkampf, in Anlehnung an den Davis Cup bzw. Fed Cup, ins Leben gerufen. In Europa wurde die European Wheelchair Tennis Federation (EWTF) gegründet, die eine Turnierserie in Europa initiierte. 1986 fanden die ersten französischen Meisterschaften in Antony statt.
Im Oktober 1988 wurde während der US Open der erste internationale Verband International Wheelchair Tennis Federation (IWTF) gegründet. Bei den Paralympischen Spielen in Seoul war Rollstuhltennis als Demonstrationssportart im Programm. Seit den Spielen in Barcelona 1992 ist es eine reguläre Wettkampfsportart.
1991 gewann man den japanischen Elektronikkonzern NEC als Sponsor. Bei den US Open wurde in diesem Jahr zum ersten Mal ein Sieger-Preisgeld ausgeschrieben. Seit 1992 wurde eine internationale Turnierserie, die NEC Wheelchair Tennis Tour, ausgetragen.
1997 zog sich Brad Parks als Präsident der IWTF zurück. Sein Nachfolger wurde Martin McElhatton. Im Jahr darauf wurde die IWTF in den internationalen Tennisverband integriert.
2002 wurde bei den Australian Open als erstem Grand-Slam-Turnier Rollstuhltennis als eigener Wettbewerb hinzugefügt. Dem folgten 2005 die Wimbledon Championships und die US Open sowie 2007 die French Open.
Uniqlo, Japans größter Bekleidungskonzern, sponsert seit 2014 die UNIQLO Wheelchair Tennis Tour (früher „NEC Tour“), die mehrere verschiedene Veranstaltungskategorien umfasst. Die prestigeträchtigsten sind die Grand Slams und die Wheelchair Tennis Masters. Die nächste Turnierstufe ist die Super Series. Die anderen Kategorien der Haupttour sind als ITF 1, 2 und 3 bekannt (früher als Championship Series bekannt) mit Futures für die aufstrebenden Spieler (früher als Satellite Tour bekannt). Bei den Grand Slams wird das Preisgeld von den Organisatoren festgelegt. Für die übrigen ITF-Events gibt es von der ITF festgelegte Mindestbeträge für das Gesamt-Preisgeld.
| Event              | Gesamtpreisgeld | Weltranglistenpunkte |
| ------------------ | --------------- | -------------------- |
| Grand Slam         | siehe dort      | 800                  |
| ITF Masters Series | siehe dort      | 800                  |
| ITF Super Series   | min. 45.000 $   | 650                  |
| ITF 1              | min. 32.000 $   | 325                  |
| ITF 2              | min. 22.000 $   | 220                  |
| ITF 3              | min. 14.000 $   | 120                  |
| ITF Futures        | min. 3.000 $    | 095                  |

## Beeinträchtigungen
Wer eine attestierte Gehbehinderung hat, sich aufgrund einer Beeinträchtigung nur mittels Rollstuhl fortbewegen kann oder in besonderen Fällen einen irreparablen Schaden an Hüft-, Knie- oder Fußgelenken vorweist, kann von der ITF klassifiziert werden und darf an offiziellen Rollstuhlwettkämpfen teilnehmen. In breitensportlichen oder Trainings-Kontexten kann diese Regelung aufgelockert werden. Häufig auftretende Beeinträchtigungen von Rollstuhltennisspielern sind neben Amputationen beispielsweise Querschnittlähmungen oder eine Spina bifida, eine embryonale Fehlbildung in der Anlage des zentralen Nervensystems.

## Regeln
Die Regeln entsprechen im Wesentlichen den bekannten Tennisregeln. Die einzige größere Ausnahme ist, dass der Ball zweimal aufspringen darf (beim zweiten Mal auch außerhalb des Felds), um regelkonform gespielt zu werden. 
Der Rollstuhl wird regeltechnisch als Körperteil angesehen. Berührt der Ball also den Rollstuhl eines Spielers, so verliert er den Punkt. Ebenso ist es nicht erlaubt, das Netz mit dem Rollstuhl zu berühren. Beim Aufschlag darf der Rollstuhl erst die Grundlinie berühren, nachdem der Ball geschlagen wurde. „Quad“-Spieler dürfen den Ball beim Aufschlag einmal aufspringen lassen.
Spieler dürfen während eines Ballwechsels grundsätzlich nicht mit den Füßen den Boden berühren. Nur „Quad“-Spielern ist es erlaubt, einen Fuß zur Fortbewegung einzusetzen. Auch in diesem Fall darf während des Schlages kein Fuß den Boden berühren.
Bei „gemischten“ Matches zwischen Rollstuhltennisspielern und nichtbehinderten Spielern gelten für jeden Spieler die für ihn üblichen Regeln. Der Rollstuhltennisspieler darf den Ball also zweimal aufspringen lassen, der nichtbehinderte Spieler einmal.

## Ausrüstung
Der Tennis-Sportrollstuhl hat Räder mit einer deutlichen Neigung. Diese gewährleistet eine gute Stabilität und sehr viel schnellere und bessere Wendigkeit. Die vorderen Räder sind bei einem Tennis-Sportrollstuhl kleiner. Dadurch ist der Widerstand kleiner und man ist deutlich schneller. Sie haben mindestens ein Hinterrad, um vor Stürzen zu schützen. Auch muss man – dies ist eine vorgeschriebene Regel – im Tennis-Sportrollstuhl Gurte haben, um sich fest anzuschnallen.